# Greg Dulcich
Greg Dulcich (Glendale, California, 26 de marzo de 2000) un jugador profesional estadounidense de fútbol americano, se desempeña en la posición de tight end en Denver Broncos, en la National Football League (NFL).

## Carrera
Fue seleccionado en la tercera ronda en la Reunión Anual de Selección de Jugadores de la NFL de 2022. Hizo su debut profesional con el equipo Denver Broncos, donde lleva jugando dos temporadas.